# Jerónimo Churriguera

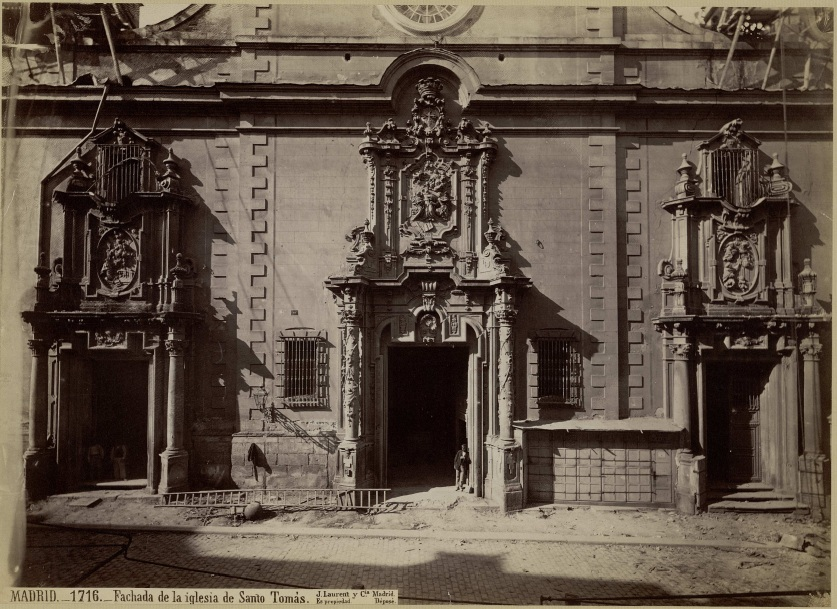
Fachada de la iglesia de Santo Tomás de Madrid; fotografía de J. Laurent (c. 1870); Biblioteca Nacional de España.

Jerónimo Churriguera Palomares (¿Madrid?, c. 1692 - Ibidem, 6 de febrero de 1731) fue un artista y arquitecto español del siglo XVIII. 

## Biografía
Hijo de José Benito de Churriguera, se desconocen algunos detalles de su biografía. En la capilla de la Iglesia de San Sebastián, de advocación procedente a Nuestra Señora de Belén, fue construida a finales del siglo XVII o principios del XVIII. La traza pudo ser del propio Jerónimo Churriguera (reformada posteriormente por Ventura Rodríguez). Junto con su hermano Nicolás Churriguera continuó algunos trabajos de su padre como el Colegio de Santo Tomás de Madrid.